# Wylandville
Wylandville es un lugar designado por el censo ubicado en el condado de Washington en el estado estadounidense de Pensilvania. En el Censo de 2010 tenía una población de 391 habitantes y una densidad poblacional de 102,91 personas por km².

## Geografía
Wylandville se encuentra ubicado en las coordenadas 40°12′36″N 80°7′35″O / 40.21000, -80.12639. Según la Oficina del Censo de los Estados Unidos, Wylandville tiene una superficie total de 3.8 km², de la cual 3.8 km² corresponden a tierra firme y (0%) 0 km² es agua.

## Demografía
Según el censo de 2010, había 391 personas residiendo en Wylandville. La densidad de población era de 102,91 hab./km². De los 391 habitantes, Wylandville estaba compuesto por el 95.14% blancos, el 3.58% eran afroamericanos, el 0% eran amerindios, el 0% eran asiáticos, el 0% eran isleños del Pacífico, el 0% eran de otras razas y el 1.28% pertenecían a dos o más razas. Del total de la población el 1.02% eran hispanos o latinos de cualquier raza.